# Procambarus hirsutus
Procambarus hirsutus är en kräftdjursart som beskrevs av Hobbs 1958. Procambarus hirsutus ingår i släktet Procambarus och familjen Cambaridae. IUCN kategoriserar arten globalt som livskraftig. Inga underarter finns listade i Catalogue of Life.